# Left Alone
Left Alone est un groupe de punk rock et street punk américain, originaire de Wilmington, en Californie.

## Biographie

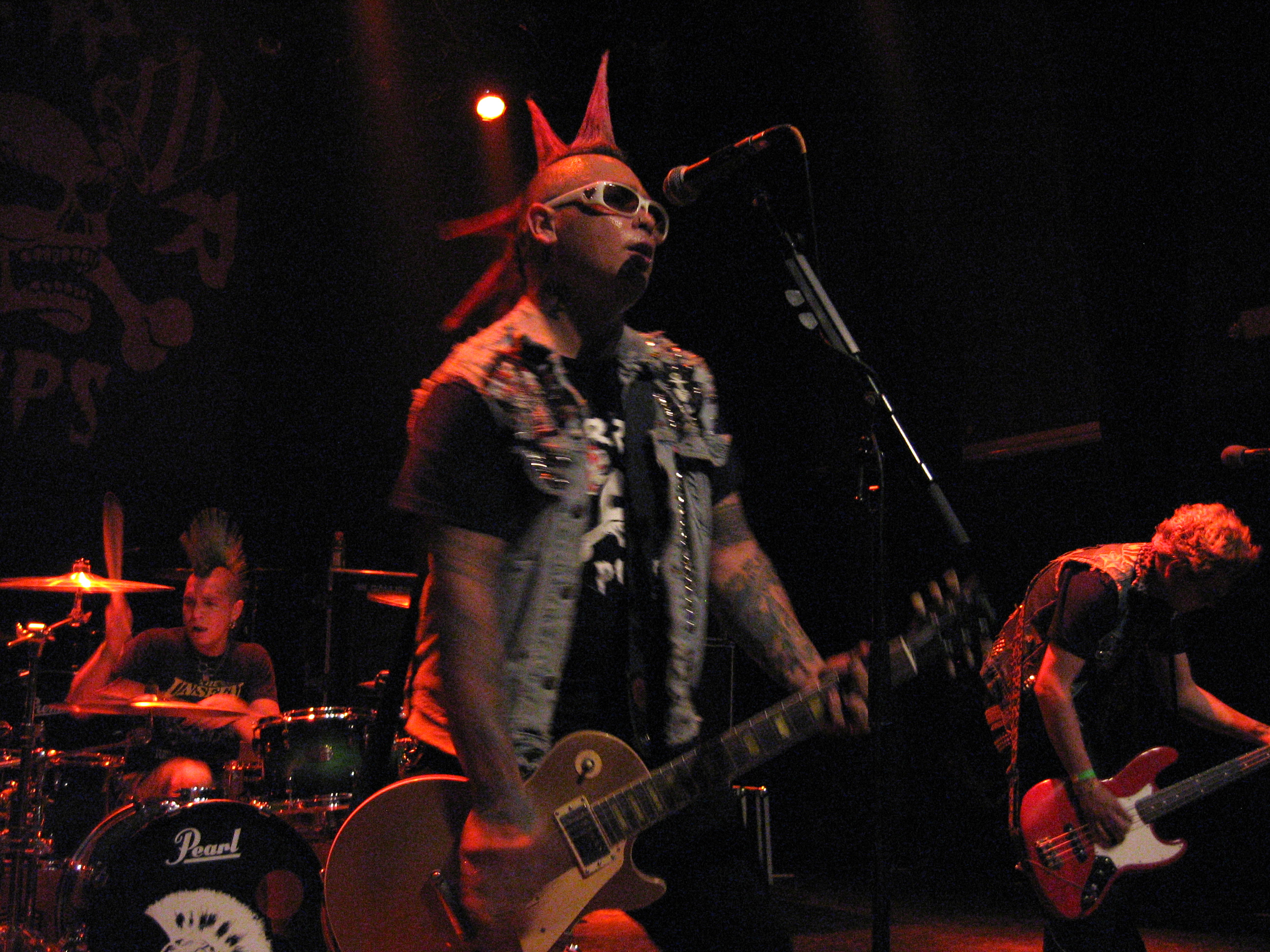
Left Alone en concert.

Le groupe est formé en mai 1996 à Wilmington, en Californie, par le guitariste et chanteur Elvis Cortez. Cortez crée son propre label Smelvis Records pour produire le premier album du groupe, et signe d'autres groupes punk underground. Très proche de Rancid musicalement incluant du ska dans leur chansons, le groupe est adepte du DIY, évitant les labels majeurs, et faisant leur merchandising eux-mêmes.
Après nombreux EP et démos, Left Alone réalise et publie son premier album studio, intitulé Streets of Wilmington en 2002. En 2003, Cortez, alors roadie sur le Vans Warped Tour, fait connaître son groupe auprès du fondateur de la tournée, ce dernier appréciant le groupe les invite sur le Vans Warped Tour 2004 et 2005. À cette période, Tim Armstrong, leader du groupe Rancid, entend parler du groupe, et décide de les signer sur Hellcat Records. Au label, ils publient leur deuxième album studio, Lonely Starts and Broken Hearts.
Durant une pause de quelques mois, Cortez occupe le rôle de bassiste en concert pour le groupe The Unseen. Le groupe sortira leur troisième album sur le label de Armstrong, intitulé Dead American Radio, en aout 2006, avec en spécial guest la chanteuse du groupe psychobilly HorrorPops Patricia Day chantant sur la chanson La Pregunta, et jouant de la contrebasse sur la chanson Done Wrong, ainsi que Tim Armstrong sur la chanson City to City. Leur nouvel album, sobrement intitulé Left Alone, est publié le 7 avril 2009, toujours sur Hellcat Records, avec une grande tournée en Europe dont une date en France à Lille en juin 2009.
En 2013, ils publient l'EP Hate the Days. En septembre 2014, Left Alone publie une autre vidéo annonce pour leur album à venir Harbor Area, une suite de Hate the Days. Harbor Area est annoncé pour le 23 septembre 2014 aux labels Hellcat Records et Smelvis Records. En 2016, ils effectuent une tournée sur la côte ouest américaine avec le groupe T.S.O.L..

## Membres
- Elvis Cortez - chant, guitare
- Nick Danger - basse
- Corba Kiel - batterie
- Jimmy James - synthétiseur, roadie (en concert seulement)

## Discographie

### Albums studio
- 2002 : Streets of Wilmington
- 2004 : Lonely Starts and Broken Hearts (réédité en 2005)
- 2006 : Dead American Radio
- 2009 : Left Alone

### Démo et split
- 2001 : Left Alone/Snap Her (split)
- 2002 : Lonely Ride (démo acoustique)

### EP
- 1997 : Live at the Roxy
- 1998 : Stranded Again
- 2000 : My Mistake
- 2004 : Anything for the Kids

### Compilation
- 2003 : Left Alone: 1996-2000

### Singles
- 2001 : The Question
- 2002 : Wilmington, CA

### DVD
- 2003 : Live in T.J.
- Dia De Los Muertos (Voodoo Glow Skulls, Viernes 13, Los Creepers)